# Legame singolo
In chimica, un legame singolo, o legame semplice, è un legame chimico che si instaura tra due atomi. Si origina in seguito alla sovrapposizione di due orbitali atomici, uno per atomo, contenenti un elettrone ciascuno, per un totale di due elettroni di legame. Nella maggior parte dei casi, i legami semplici sono legami di tipo sigma (legame σ), tuttavia esistono alcune eccezioni in cui i legami semplici sono costituiti da legami di tipo pi-greco (legame π).